# Ho ucciso Napoleone
Ho ucciso Napoleone è un film del 2015, diretto da Giorgia Farina.

## Trama
Anita è una donna in carriera che lavora come manager della casa farmaceutica Fanelli. Fredda e decisa, ha deciso di sacrificare i rapporti con il prossimo per la libertà, il lavoro e il potere: non esita neppure a buttare nel water il pesciolino rosso di nome Napoleone, affidatole da una bambina sua vicina di casa partita per le vacanze. Nel giro di una giornata tuttavia scopre di essere incinta del suo capo Paride, viene promossa ad una carica importante, ma il giorno dopo sbrigativamente licenziata.
Convinta che sia stata licenziata da Paride perché incinta, medita vendetta con l'aiuto di un gruppo di donne che incontra nel parco davanti alla ditta: Olga, ex segretaria di uno studio medico che spaccia medicine, Gianna e Filippa, donne disperate e disoccupate e infine Enrica, stressata avvocatessa che prende a cuore il suo licenziamento per ingiusta causa. Ad aiutarla vi è anche Biagio, un timido avvocato segretamente innamorato di lei e che fa parte del consiglio di amministrazione dell'azienda Fanelli. Grazie a lui, Anita scopre dei furti di soldi in azienda a carico di Paride e cerca di sfruttare la notizia per la sua vendetta. Grazie alle donne e a Biagio, Anita riesce nel suo scopo e dopo aver fatto licenziare ogni altro possibile candidato come braccio destro di Paride nel consiglio di amministrazione riesce con un espediente a far scegliere Biagio. I due infine convincono Paride a confessare il furto e l'uomo viene licenziato in tronco.
Anita è così austera a causa di una infanzia trascorsa nella completa indifferenza dei genitori, entrambi artisti, che infine si sono separati. Durante la gravidanza Anita e Biagio, scelto da lei come padre putativo nei confronti della famiglia, si avvicinano sempre di più fino a sposarsi e a dare alla bambina il nome di Dora, come l'amata defunta nonna di Biagio, che lo aveva cresciuto dopo la scomparsa dei genitori. Lei si mostra sempre più dolce e remissiva nei confronti di lui, rinunciando persino alla causa intentata da Enrica contro la casa farmaceutica, perché convinta che Biagio la riassumerà il prima possibile.
In realtà Biagio è un approfittatore con problemi psichiatrici, che si è servito di Anita per la sua scalata al potere in azienda. Anita non può più niente contro di lui perché Biagio può ricattarla per aver dato un dimagrante non ancora in commercio alle sue amiche, in particolare a Gianna che si è sentita male ed è stata ricoverata in ospedale. Il marito le blocca i soldi in banca e la butta fuori di casa con la bambina. Grazie a Enrica si scopre che Biagio ha mentito a tutti riguardo ai genitori, in realtà vivi e manager di successo e anche su sua nonna Dora, che in realtà non è mai esistita.
Anita chiede aiuto a Paride e si scopre che non era stato suo volere il licenziamento della donna, avvenuto mesi prima, ma era stato voluto dagli altri membri del consiglio di amministrazione che avevano votato contro di lei: Biagio compreso. Con uno stratagemma, Anita riesce a entrare in casa dal terrazzo e scopre che Biagio vuole uccidere Gianna. Insieme alle altre amiche, Anita riesce a incastrare l'uomo mentre sta cercando di avvelenarla. Biagio tuttavia riesce a fuggire.
Mesi dopo la situazione è diversa: sentimentalmente Anita pare sia legata a Paride, mentre in ambito lavorativo, affiancata da Olga come sua nuova segretaria e con in ufficio un pesciolino rosso di nome Waterloo, è stata riassunta in azienda dopo averla salvata dallo scandalo del dimagrante. Anita è nuovamente una donna in carriera. Nel frattempo a Parigi, Biagio mette nuovamente in atto il suo modus operandi con un'altra manager.

## Promozione
Il trailer del film è uscito l'8 marzo 2015.

## Distribuzione
Il film è stato distribuito nelle sale cinematografiche italiane il 26 marzo 2015 da 01 Distribution.

## Accoglienza

### Incassi
Il film è stato un flop al botteghino, incassando complessivamente 573115 €.(dato aggiornato al 4 maggio 2015)

## Riconoscimenti
- 2015 - David di Donatello
  - Nomination Migliori acconciature a Daniela Tartari
- 2015 - Ciak d'oro
  - Nomination Migliori costumi a Maria Rita Barbera